# ياسين الخياط
ياسين مهيب الخياط (1958 - ) سياسي ووزير أردني سابق ولد في عمان في الأردن. شغل منصب وزير البيئة في حكومة هاني الملقي الأولى والثانية من ( 25 أوكتوبر 2013 – 1 يونيو 2016) ومن (1 يونيو 2016 إلى 14 يونيو 2018). . كما كان وزير للبيئة في حكومة عون الخصاونة خلال الفترة (24 أوكتوبر 2011 – 2 مايو 2012) ووزير البيئة في حكومة فايز الطراونة خلال الفترة (2 مايو 2012 - 11 أوكتوبر 2012). وعضو في مجلس الأعيان السادس والعشرين.

## المؤهلات العلمية
يحمل شهادة الدكتوراه في هندسة البيئـة من جامعة كامبردج فـي بريطانيا عام (1993) ودرجتـي البكالوريوس والدبلــوم من جامعـة "High Point University" و "Florida Institute of Technology" فـي الولايـات المتحدة الأمريكية فـي مجال علوم البحار وتقنية البترول البحرية عامي (1981 و 1982).

## الخبرات العملية
- مدير عام مؤسسة المواصفات والمقاييس ونائب رئيس مجلس إدارة المؤسسة.[1]
- ضابط ارتباط على المستوى العربي الإقليمي من قبل مجلس المنظمة الدولية للتقييس (ISO) منذ حزيران 2009.
- عضو ممثلاً عن الأردن في المجلس التنفيــذي للمنظمــة الدولية للتقييس (ISO) للسنوات (2008-2010)
- عضو في المجموعة الاستشارية للجنة شؤون الدول النامية
- عضو منتخب في اللجنة التنفيذية لهيئة الدستور الغذائي الدولي ممثلاً لإقليم الشرق الأدنى.
- منسق لإقليم الشرق الأدنى لهيئــة الدستور الغذائي الدولي للفترة (2004-2007).
- ترأس اللجـــان التوجيهـية لكــل من المركز الوطني الأردني للمترولوجيا (JNMI) ومشروع التوأمة الأردني – الأوروبي لتعزيز قدرات مؤسسة المواصفات والمقاييس في إطــار برامج تنفيذ اتفاقية الشراكة الأردنية - الأوروبية (لغاية أيلول 2007).
- مدير مركز الكيمياء الصناعيـة في الجمعية العلمية الملكية خلال الفترة ورئيساً لمركز بحوث البيئة ومديراً لعدة مشاريع بيئية في الجمعية منذ عام (1983).